# Ernst Ludwig von Gerlach
Ernst Ludwig von Gerlach (født 7. marts 1795, død 18. februar 1877) var en preussisk politiker, bror til Otto von Gerlach. 
Han gjorde 1813—15 tjeneste under Frihedskrigen, studerede derefter retsvidenskaben og blev 1823 ansat ved domstolen i Naumburg; 1835—42 var han vicepræsident ved appellationsretten i Frankfurt og blev 1844 præsident ved appellationsretten i Magdeburg. 1865 fik han titel af geheimeoverjustitsråd, men tog 1874 afsked, fordi han var blevet idømt en bøde for et flyveskrift. 
Allerede tidlig var han knyttet til den adelige klub og optrådte 1830 i "Politisenes Wochenblatt" som talsmand for den "kristelig-germanske" statsidé med streng hævdelse af stænderadskillelsen og kongedømmet af Guds nåde. Ligeledes var han medarbejder af Hengstenbergs "Kirchenzeitung" og krævede kirkens frigørelse fra staten. Han blev også 1846 medlem af den første evangeliske generalsynode. 
Juni 1848 var han med at grundlægge "Neue preussische Zeitung" (sædvanlig kaldet Kretiz-Zeitung) og skrev heri blandt andet de meget giftige månedlige opversigtsartikler (Rundschau); tog ordet for de skarpeste forholdsregler imod oppositionsmændene, men frarådede bestemt kongen at modtage den tyske kejserkrone, fordi den var "besudlet med revolutionens snavs". Som medlem af første kammer 1849 og af Erfurt-parlamentet 1850, men især i underhuset 1851—58 var han Junkerpartiets egentlige fører. 
I 1861 var han medstifter af den preussiske Volksverein som modvægt imod den tyske nationalforening, og 1866 udtalte han sig bestemt imod Bismarcks politik, såvel imod Østerrigs udskillelse af Tyskland, som imod Preussens udvidelse ved afsættelse af tyske fyrster. I 1873 lod han sig genvælge til underhuset og kæmpede kraftig imod de såkaldte "majlove", især imod det borgerlige ægteskab; ja, han erklærede ligefrem "kulturkampen" for en kirkeforfølgelse og sluttede sig derfor til det katolske Centrumsparti.